# Stanisław Niewiadomski (prezydent Kielc)
Stanisław Niewiadomski (ur. 1784 r. w Trzcinicy koło Jasła, zm. 1837 r.) – burmistrz (od listopada 1818 r.), a następnie prezydent Kielc (od listopada 1819 r. do grudnia 1830 r. i ponownie od listopada 1831 r. do kwietnia 1832 r.).
Absolwent prawa i filozofii na Akademii Lwowskiej. Od 1814 r. wójt gminy Wójcza, od 1817 r. burmistrz Szydłowa. Po dymisji Dominika Wójcikowskiego w listopadzie 1818 r. burmistrz Kielc. Oskarżany o nadużycia, zmuszony został do ucieczki w pierwszych dniach powstania listopadowego – poprzylepiano wówczas na domach narożnych afisze, że Prezydent będzie w dniu 6 grudnia powieszony. Powrócił na stanowisko po upadku powstania w listopadzie 1831 r. Dymisjonowany w kwietniu 1832 r. objął urząd zastępcy adiunkta dozorcy miast obwodu olkuskiego, a następnie adiunkta dozorcy miast obwodu augustowskiego.
Będąc prezydentem Kielc był członkiem loży wolnomularskiej Przesąd Zwyciężony w Rzeczypospolitej Krakowskiej.
Niewiadomski posiadał majątek w Kielcach (murowany dom i ogród). Wdowa po Niewiadomskim – Tekla zmarła w 1875 r. w wieku 98 lat.